# Follow the Blind
Follow the Blind — другий студійний альбом німецького метал-гурту Blind Guardian. Виданий 1989 року на No Remorse. Загальна тривалість композицій становить 44:02. Альбом відносять до напрямку спід-метал. 15 червня 2007 року альбом був перевиданий.

## Список пісень
1. Inquisition — 0:40
2. Banish from Sanctuary — 5:27
3. Damned for All Time — 4:57
4. Follow the Blind — 7:10
5. Hall of the King — 4:16
6. Fast to Madness — 5:57
7. Beyond the Ice — 3:28
8. Valhalla — 4:56
9. Don't Break the Circle — 3:28
10. Barbara Ann — 2:43

Додаткові треки на ремастеринговій версії 2007 року:
1. Majesty — 7:16
2. Trial by the Archon — 3:53
3. Battalions of Fear — 6:21
4. Run for the Night — 4:29